# Anigraea rufula
Anigraea rufula là một loài bướm đêm trong họ Noctuidae.